# La chica invisible (serie de televisión española)
La chica invisible es una serie de televisión española de thriller producida por Morena Films para Disney+, basada en la trilogía homónima de novelas de Blue Jeans. Está protagonizada por Daniel Grao, Zoe Stein, Rebeca Matellán, Pablo Gómez-Pando, Javier Córdoba, Marta Vallés, Andrea Esparragoso y Hugo Welzel. Su estreno en Disney+ fue el 15 de febrero de 2023.

## Resumen
Aurora Ríos es invisible para casi todos. Los acontecimientos del pasado han hecho que se aísle del mundo y que apenas se relacione. Ella no tiene amigos y está harta de que los habitantes de aquel pueblo hablen a su espalda. Una noche de mayo, su madre no la encuentra en casa cuando regresa del trabajo. No es lo habitual. Aurora aparece muerta a la mañana siguiente en el vestuario de su instituto, el Rubén Darío. Tiene un golpe en la cabeza y han dejado una brújula junto a su cuerpo. ¿Quién es el responsable de aquel terrible suceso? Julia Plaza, compañera de clase de la chica invisible, está obsesionada con encontrar la respuesta. Su gran inteligencia y su memoria prodigiosa le sirven para realizar el cubo de Rubik en cincuenta segundos o ser invencible jugando al ajedrez. Pero ¿podrá ayudar a su padre en la resolución de aquel enigma? Su padre, Miguel Ángel, sargento de la Policía Judicial de la Guardia Civil, es el encargado de la investigación. Julia, junto a su inseparable amigo Emilio, un chico muy particular con una mirada inquietante, tratará de hacer todo lo que esté en su mano para que el asesinato de Aurora Ríos no quede impune. ¿Conseguirán averiguar quién es el Asesino de la brújula y qué hay detrás de aquella extraña muerte?

## Reparto

### Reparto principal
- Daniel Grao como Miguel Ángel
- Zoe Stein como Julia

### Reparto recurrente
- Tábata Cerezo como Maite
- Hugo Welzel como Iván
- Font García como Montero
- Rebeca Matellán como Virginia
- Pablo Gómez-Pando como Jona
- Javier Córdoba como Emi
- Marta Vallés como Aurora
- Tamara Arias como Alicia
- Ignacio Mateos como Bernardo
- Juanfra Juárez como Fernando
- Andrea Esparragoso como Ingrid
- Numa Paredes como Vanesa
- Juan Carlos Villanueva como Lázaro
- José Bustos como Ferrer
- Julián Candón como Jesús
- Marta Hoyos como Patri

## Capítulos
| N.º | Título                     | Dirigido por         | Escrito por                       | Fecha de lanzamiento original |
| --- | -------------------------- | -------------------- | --------------------------------- | ----------------------------- |
| 1   | «La chica invisible»       | Norberto López Amado | Carmen López-Areal y Marina Efron | 15 de febrero de 2023         |
| 2   | «El asesino de la brújula» | Norberto López Amado | Antonio Hernández Centeno         | 15 de febrero de 2023         |
| 3   | «El enigma»                | Norberto López Amado | Ramón Tarrés                      | 15 de febrero de 2023         |
| 4   | «Duelo»                    | Aritz Moreno         | Antonio Hernández Centeno         | 15 de febrero de 2023         |
| 5   | «La caza de la paloma»     | Aritz Moreno         | Ramón Tarrés                      | 15 de febrero de 2023         |
| 6   | «Tezaru»                   | Norberto López Amado | Antonio Hernández Centeno         | 15 de febrero de 2023         |
| 7   | «Mentiras»                 | Norberto López Amado | Ramón Tarrés                      | 15 de febrero de 2023         |
| 8   | «Jaque mate»               | Norberto López Amado | Carmen López-Areal y Marina Efron | 15 de febrero de 2023         |

## Producción
El 16 de abril de 2020, el escrito Blue Jeans anunció que la productora Morena Films había adquirido los derechos de su trilogía de novelas La chica invisible, para adaptarlas a serie de televisión. En julio de 2022, Daniel Grao y Zoe Stein fueron anunciados como los actores protagonistas de la serie, que sería dirigida por Norberto López Amado y Aritz Moreno y vería su rodaje concluido a finales de dicho mes.

## Lanzamiento
En julio de 2022, junto con el anuncio de los actores protagonistas, se confirmó que Disney+ había comprado la serie, con vistas a estrenarla en 2023. El 12 de enero de 2023, Disney+ sacó el primer teaser de la serie y anunció que se estrenaría en la plataforma el 15 de febrero de 2023.